# Arhopala stubbsi
Arhopala stubbsi är en fjärilsart som beskrevs av John Nevill Eliot 1962. Arhopala stubbsi ingår i släktet Arhopala och familjen juvelvingar. Inga underarter finns listade i Catalogue of Life.